# Balsorano

Castello Piccolomini, Balsorano

Balsorano is een gemeente in de Italiaanse provincie L'Aquila (regio Abruzzen) en telt 3705 inwoners (31-12-2004). De oppervlakte bedraagt 58,0 km², de bevolkingsdichtheid is 63,9 inwoners per km².
De volgende frazioni maken deel uit van de gemeente: Balsorano Vecchio, Ridotti, Collepiano, Pagliare, La Selva, Grottella, Pelagalli.

## Demografie
Balsorano telt ongeveer 1348 huishoudens. Het aantal inwoners steeg in de periode 1991-2001 met 1,7% volgens cijfers uit de tienjaarlijkse volkstellingen van ISTAT.
| Jaar | Inwoneraantal |
| ---- | ------------- |
| 1991 | 3643          |
| 2001 | 3705          |

## Geografie
De gemeente ligt op ongeveer 340 m boven zeeniveau. Balsorano grenst aan de volgende gemeenten: Collelongo, Pescosolido (FR), San Vincenzo Valle Roveto, Sora (FR), Veroli (FR), Villavallelonga.